# Luiz Antonio de Assis Brasil
Luiz Antonio de Assis Brasil (Porto Alegre, 1945) es un escritor, docente universitario y periodista brasileño.

## Biografía
Nació en 1945 en Porto Alegre y pasó su infancia en Estrela, Río Grande del Sur. Con su familia retornó a su ciudad natal en 1957. Cinco años después comenzó a estudiar violonchelo.
En 1963 finalizó el Curso Clásico en el colegio jesuita Anchieta de Porto Alegre. Dos años más tarde ingresó al curso de Derecho de la Pontificia Universidad Católica de Río Grande del Sur (PUCRS) y pasó a formar parte de la Orquesta Sinfónica de Porto Alegre como violonchelista durante 15 años. Se graduó de abogado en 1970 y ejerció la profesión durante dos años. En 1975 ingresó como docente a la PUCRS e inició sus colaboraciones en la prensa con artículos históricos y literarios.
En 1976 presentó su primera novela, Um quarto de légua em quadro, en la 32.ª Feria del Libro de Porto Alegre, por la que recibió el Premio «Ilha de Laytano». También en 1976 inició su trayectoria como administrador cultural al asumir como Jefe de Sección de Actividades Artísticas en la Prefectura de Porto Alegre. En 1981 asumió la dirección del Centro Municipal de Cultura de la misma ciudad y a partir de 1983 ejerció como Director del Instituto Estatal del Libro del estado de Río Grande del Sur.
En 1984 fue becado por el Instituto Goethe en Rothenburg ob der Tauber, Baviera, Alemania. En 1985 comenzó a administrar la Oficina de Creación Literaria del Programa de Posgraduación en Letras de la PUCRS, en actividad hasta hoy, y que recibiera el Premio «Fato Literário», de RBS/Banrisul en 2005, al completar 20 años de actividades ininterrumpidas.
Publicó en 1985 As virtudes da casa, según el autor su libro con mayor carga emocional. O homem amoroso (1986) es una novela con fuerte acento autobiográfico. En Cães da província (1987) adoptó como personaje al dramaturgo José Joaquim de Campos Leão, más conocido como «Qorpo Santo», y evocó los crímenes de la Rua do Arvoredo. Por esta novela le fue otorgado el título de Doctor en Letras, el Premio Literario Nacional del Instituto Nacional del Libro de Brasil y fue designado como integrante del jurado del Instituto Nacional del Libro.
En 1988 recibió de la Cámara Municipal de Porto Alegre el Premio Érico Veríssimo por el conjunto de su obra. Videiras de cristal, que recrea la revuelta de los Muckers, fue publicado en 1990. Um castelo no pampa es una trilogía que se divide en Perversas famílias (1992 - ganador del Premio Pegaso de Literatura, en Colombia), Pedra da memória (1993) y Os senhores do século (1994).
Fue elegido patrono de la 43.ª Feria del Libro de Porto Alegre en 1997. Al año siguiente fue conferencista invitado por la Universidad Brown (Providence, Estados Unidos) y en 2000 participó del programa Distinguished Brazilian Writer in Residence, de la Universidad de Berkeley, California.
En 2001 recibió el Premio Machado de Assis de la Fundación Biblioteca Nacional por O pintor de retratos. En 2003, por A margem imóvel do rio, recibió el premio Portugal Telecom de Literatura Brasileña, el Açorianos de Literatura y fue finalista del Premio Jabuti donde recibió mención de honor.
Varios de sus trabajos han sido publicados en otros idiomas: O homem amoroso (l'Homme Amoureux, l'Harmattan, París, 2003), Les temps des Cérises, o Breviário das terras do Brasil (Bréviaire des Terres du Brésil, Francia, 2005) y Concerto campestre (Concierto Campestre, Akal, Madrid, 2003).
Música perdida (2006) obtuvo en 2007 la Copa de Literatura Brasileña y fue nominada al Premio Jabuti. En 2006 participó del programa oficial del Ministerio de Cultura de Brasil, dictando conferencias en Alemania (Tübingen, Leipzig, Berlín). En 2008 publicó Ensaios íntimos e imperfeitos, una colección de pequeños textos de carácter poético y ensayístico.
El 3 de enero de 2011 asumió la Secretaria de Estado de Cultura (Sedac) de Río Grande del Sur a solicitud del gobernador estatal Tarso Genro.
Mantiene una columna quincenal del diario Zero Hora de Porto Alegre y dicta conferencias en la Universidad de París-Sorbonne y en la Universidad de Toronto.

## Adaptaciones al cine
Varias de sus obras han sido adaptadas al cine:
- Videiras de cristal, con el título de A paixão de Jacobina. (2002)
- Concerto campestre, con el mismo título. (2004)
- Um quarto de légua em quadro, con el título de Diário de um novo mundo. (2005)
- Manhã transfigurada, con el mismo título. (2008)

## Obra
- Um quarto de légua em quadro (1976)
- A prole do corvo (1978)
- Bacia das almas (1981)
- Manhã transfigurada (1982)
- As virtudes da casa (1985)
- O homem amoroso (1986)
- Cães da província (1987)
- Videiras de cristal (1990)
- Perversas famílias (1992)
- Pedra da memória (1993)
- Os senhores do século (1994)
- Concerto campestre (1997)
- Anais da Província-Boi (1997)
- Breviário das terras do Brasil (1997)
- O pintor de retratos (2001)
- A margem imóvel do rio (2003)
- Música perdida (2006)
- Ensaios íntimos e imperfeitos (2008)
- Figura na sombra (2012)